# Liste der Außenminister Schwedens
Dies ist eine Liste der Außenminister Schwedens seit 1809.

## Außenstaatsminister (1809–1876)
| Name                                  | Anfang            | Ende              |
| ------------------------------------- | ----------------- | ----------------- |
| Lars von Engeström                    | 9. Juni 1809      | 8. Juni 1824      |
| Gustaf af Wetterstedt                 | 8. Juni 1824      | 15. Mai 1837      |
| Adolf Mörner (geschäftsleitend)       | 15. Mai 1837      | 30. Januar 1838   |
| Gustaf Algernon Stierneld             | 30. Januar 1838   | 11. Juli 1842     |
| Albrecht Elof Ihre (geschäftsleitend) | 5. September 1840 | 29. Dezember 1842 |
| Albrecht Elof Ihre                    | 29. Dezember 1842 | 10. April 1848    |
| Gustaf Algernon Stierneld             | 10. April 1848    | 8. September 1856 |
| Elias Lagerheim                       | 8. September 1856 | 16. März 1858     |
| Christofer Rutger Ludvig Manderström  | 16. März 1858     | 4. Juni 1868      |
| Carl Wachtmeister                     | 4. Juni 1868      | 14. Oktober 1871  |
| Baltzar von Platen                    | 10. November 1871 | 17. Dezember 1872 |
| Oscar Björnstjerna                    | 17. Dezember 1872 | 20. März 1876     |

## Außenminister (seit 1876)
| Name                               | Anfang             | Ende               | Partei                                             |
| ---------------------------------- | ------------------ | ------------------ | -------------------------------------------------- |
| Oscar Björnstjerna                 | 20. März 1876      | 19. April 1880     | Parteiloser                                        |
| Carl Hochschild                    | 27. April 1880     | 25. September 1885 | Parteiloser                                        |
| Albert Ehrensvärd der Ältere       | 25. September 1885 | 12. Juni 1889      | Parteiloser                                        |
| Gustaf Åkerhielm                   | 12. Juni 1889      | 12. Oktober 1889   | Första kammarens protektionistiska majoritetsparti |
| Carl Lewenhaupt                    | 12. Oktober 1889   | 1. Juni 1895       | Parteiloser                                        |
| Ludvig Douglas                     | 1. Juni 1895       | 13. Oktober 1899   | Parteiloser                                        |
| Alfred Lagerheim                   | 20. Dezember 1899  | 7. Dezember 1904   | Lantmannapartiet                                   |
| August Gustaf Fersen Gyldenstolpe  | 22. Dezember 1904  | 2. August 1905     | Parteiloser                                        |
| Fredrik Wachtmeister               | 2. August 1905     | 7. November 1905   | Första kammarens protektionistiska majoritetsparti |
| Eric Trolle                        | 7. November 1905   | 17. März 1909      | Parteiloser                                        |
| Arvid Taube                        | 30. April 1909     | 7. Oktober 1911    | Allmänna Valmansförbundet                          |
| Albert Ehrensvärd der Jüngere      | 7. Oktober 1911    | 17. Februar 1914   | Liberala samlingspartiet                           |
| Knut Wallenberg                    | 17. Februar 1914   | 30. März 1917      | Nationella partiet                                 |
| Arvid Lindman                      | 30. März 1917      | 19. Oktober 1917   | Allmänna Valmansförbundet                          |
| Johannes Hellner                   | 19. Oktober 1917   | 10. März 1920      | Liberala samlingspartiet                           |
| Erik Palmstierna                   | 10. März 1920      | 27. Oktober 1920   | Sveriges socialdemokratiska arbetareparti          |
| Herman Wrangel                     | 27. Oktober 1920   | 13. Oktober 1921   | Parteiloser                                        |
| Hjalmar Branting                   | 13. Oktober 1921   | 19. April 1923     | Sveriges socialdemokratiska arbetareparti          |
| Carl Hederstierna                  | 19. April 1923     | 11. November 1923  | Allmänna Valmansförbundet                          |
| Erik Marks von Würtemberg          | 11. November 1923  | 18. Oktober 1924   | Allmänna Valmansförbundet                          |
| Östen Undén                        | 18. Oktober 1924   | 7. Juni 1926       | Sveriges socialdemokratiska arbetareparti          |
| Eliel Löfgren                      | 7. Juni 1926       | 2. Oktober 1928    | Sveriges Liberala Parti                            |
| Ernst Trygger                      | 2. Oktober 1928    | 7. Juni 1930       | Första kammarens nationella parti                  |
| Fredrik Ramel                      | 7. Juni 1930       | 24. September 1932 | Parteiloser                                        |
| Rickard Sandler                    | 24. September 1932 | 19. Juni 1936      | Sveriges socialdemokratiska arbetareparti          |
| Karl Gustaf Westman                | 19. Juni 1936      | 28. September 1936 | Bondeförbundet                                     |
| Rickard Sandler                    | 28. September 1936 | 13. Dezember 1939  | Sveriges socialdemokratiska arbetareparti          |
| Christian Günther                  | 13. Dezember 1939  | 31. Juli 1945      | Parteiloser                                        |
| Östen Undén                        | 31. Juli 1945      | 19. September 1962 | Sveriges socialdemokratiska arbetareparti          |
| Torsten Nilsson                    | 19. September 1962 | 30. Juni 1971      | Sveriges socialdemokratiska arbetareparti          |
| Krister Wickman                    | 30. Juni 1971      | 3. November 1973   | Sveriges socialdemokratiska arbetareparti          |
| Sven Andersson                     | 3. November 1973   | 8. Oktober 1976    | Sveriges socialdemokratiska arbetareparti          |
| Karin Söder                        | 8. Oktober 1976    | 18. Oktober 1978   | Centerpartiet                                      |
| Hans Blix                          | 18. Oktober 1978   | 12. Oktober 1979   | Folkpartiet liberalerna                            |
| Ola Ullsten                        | 12. Oktober 1979   | 8. Oktober 1982    | Folkpartiet liberalerna                            |
| Lennart Bodström                   | 8. Oktober 1982    | 17. Oktober 1985   | Sveriges socialdemokratiska arbetareparti          |
| Sten Andersson                     | 17. Oktober 1985   | 4. Oktober 1991    | Sveriges socialdemokratiska arbetareparti          |
| Margaretha af Ugglas               | 4. Oktober 1991    | 7. Oktober 1994    | Moderata samlingspartiet                           |
| Lena Hjelm-Wallén                  | 7. Oktober 1994    | 7. Oktober 1998    | Sveriges socialdemokratiska arbetareparti          |
| Anna Lindh                         | 7. Oktober 1998    | 11. September 2003 | Sveriges socialdemokratiska arbetareparti          |
| Jan O. Karlsson (geschäftsleitend) | 11. September 2003 | 10. Oktober 2003   | Sveriges socialdemokratiska arbetareparti          |
| Laila Freivalds                    | 10. Oktober 2003   | 21. März 2006      | Sveriges socialdemokratiska arbetareparti          |
| Bo Ringholm (geschäftsleitend)     | 21. März 2006      | 27. März 2006      | Sveriges socialdemokratiska arbetareparti          |
| Carin Jämtin (geschäftsleitend)    | 27. März 2006      | 24. April 2006     | Sveriges socialdemokratiska arbetareparti          |
| Jan Eliasson                       | 24. April 2006     | 6. Oktober 2006    | Sveriges socialdemokratiska arbetareparti          |
| Carl Bildt                         | 6. Oktober 2006    | 3. Oktober 2014    | Moderata samlingspartiet                           |
| Margot Wallström                   | 3. Oktober 2014    | 10. September 2019 | Sveriges socialdemokratiska arbetareparti          |
| Ann Linde                          | 10. September 2019 | 18. Oktober 2022   | Sveriges socialdemokratiska arbetareparti          |
| Tobias Billström                   | 18. Oktober 2022   | 10. September 2024 | Moderata samlingspartiet                           |
| Maria Malmer Stenergard            | 10. September 2024 |                    | Moderata samlingspartiet                           |